# Energigymnasiet
Energigymnasiet var en gymnasieskola i Gällivare mellan åren 2008 och 2013. Skolan hade under året 2012 ansträngd ekonomi och stängdes ner den 30 juni 2013. Avvecklingen var planerad och i samförstånd med kommunala gymnasiet. Dess namn var Europeiska Energigymnasiet eller European Energy School. Skolan var en profilskola med riksrekrytering och hade ett treårigt gymnasieprogram. Gymnasieprogrammet kallades Energiteknikprogrammet. Skolan hade tillstånd för nära 100 elevplatser. Från  2010 hade skolan årligen mellan 75 och 85 inskrivna elever.
Verksamheten bedrevs i nära samarbete med Vattenfall, Eco Supplies, Arctic Solar samt YIT(senare Caverion). Den mest kände aktören i programmets expertpanel var Al Gore.
Kursplanerna profilerades från starten med hjälp av samverkansföretagen och EU:s strategiplaner inom förnybar energi. Utbildningen strävade efter att få eleverna att intressera sig för arbete inom energi- och miljöfrågorna.
Andra året i den treåriga utbildningen kunde eleverna välja ifall de vill inrikta sig på mer praktisk eller mer teoretisk utbildning. I skolan fanns en verkstad som användes av eleverna, främst de som gick den praktiska inriktningen i årskurs 2 och 3.
Alla elever erlade grundläggande högskolebehörighet. De som valde teoretisk inriktning hade möjlighet till särskild högskolebehörighet. Från hösten 2011 var strukturplanen anpassad till Gy11. Det senaste programmet blev närliggande El- och energiprogrammet och gav begränsad elbehörighet.
Huvudman för skolan var bolaget European Quality Energy AB. Skolan var belägen vid Företagscentrum i Gällivare och har ett eget vindkraftverk. Rektor och VD var friskoleentreprenören Per Malmelöv, som sedan tidigare startat Malmens friskola AB i Malmberget samt Rymdgymnasiet i Kiruna. 
Skolan samverkade med Luleå Tekniska universitet, Högskolan i Narvik och energibranschen i Narviks kommun. Skolan kännetecknades även av internationell prägel och hade ett betydande antal norska elever.
Energigymnasiet lade ner sin verksamhet i juni 2013 på grund av kraftig minskning av elevantalet i Gällivare kommun.